# Olympische Sommerspiele 1972/Schwimmen – 400 m Lagen (Frauen)
Der Schwimmwettkampf über 400 Meter Lagen der Frauen bei den Olympischen Spielen 1972 in München wurde am 31. August ausgetragen.

## Ergebnisse

### Vorläufe

#### Vorlauf 1
| Rang | Athletin             | Nation           | Zeit (min) | Anm. |
| ---- | -------------------- | ---------------- | ---------- | ---- |
| 1    | Gail Neall           | Australien       | 5:11,89    |      |
| 2    | Susan Hunter         | Neuseeland       | 5:14,47    |      |
| 3    | Jaroslava Slavíčková | Tschechoslowakei | 5:18,53    |      |
| 4    | Birutė Užkuraitytė   | Sowjetunion      | 5:20,05    |      |
| 5    | Helga Niemann        | BR Deutschland   | 5:21,97    |      |
| 6    | Shelagh Ratcliffe    | Großbritannien   | 5:24,27    |      |
| 7    | Helmi Boxberger      | BR Deutschland   | 5:32,31    |      |
| 8    | Silvia Borgini       | Argentinien      | 5:44,22    |      |

Vorlauf 2
| Rang | Athletin                 | Nation      | Zeit (min) | Anm. |
| ---- | ------------------------ | ----------- | ---------- | ---- |
| 1    | Hennie Penterman         | Niederlande | 5:14,99    |      |
| 2    | Marlies Pohl             | DDR         | 5:15,38    |      |
| 3    | Jennifer McHugh          | Kanada      | 5:20,25    |      |
| 4    | Debbie Bengtson          | Kanada      | 5:21,62    |      |
| 5    | Eva Sigg                 | Finnland    | 5:22,92    |      |
| 6    | Karen Moras              | Australien  | 5:24,13    |      |
| 7    | Kirsten Strange-Campbell | Dänemark    | 5:25,97    |      |

#### Vorlauf 3
| Rang | Athletin            | Nation             | Zeit (min) | Anm. |
| ---- | ------------------- | ------------------ | ---------- | ---- |
| 1    | Lynn Vidali         | Vereinigte Staaten | 5:09,67    |      |
| 2    | Novella Calligaris  | Italien            | 5:11,16    |      |
| 3    | Gerda Lassooij      | Niederlande        | 5:22,09    |      |
| 4    | Maria Isabel Guerra | Brasilien          | 5:24,43    |      |
| 5    | Trine Krogh         | Norwegen           | 5:25,08    |      |
| 6    | Diane Walker        | Großbritannien     | 5:28,82    |      |
| 7    | Eleni Avlonitou     | Griechenland       | 5:32,49    |      |
| 8    | Béatrice Mottoulle  | Belgien            | 5:35,38    |      |

#### Vorlauf 4
| Rang | Athletin        | Nation             | Zeit (min) | Anm. |
| ---- | --------------- | ------------------ | ---------- | ---- |
| 1    | Evelyn Stolze   | DDR                | 5:06,96    |      |
| 2    | Jenny Bartz     | Vereinigte Staaten | 5:07,31    |      |
| 3    | Nina Petrowa    | Sowjetunion        | 5:13,42    |      |
| 4    | Yukari Takemoto | Japan              | 5:20,89    |      |
| 5    | Wijda Mazereeuw | Niederlande        | 5:24,00    |      |
| 6    | Laura Vaca      | Mexiko             | 5:24,63    |      |
| 7    | Roselina Angee  | Kolumbien          | 5:35,44    |      |

#### Vorlauf 5
| Rang | Athletin          | Nation             | Zeit (min) | Anm. |
| ---- | ----------------- | ------------------ | ---------- | ---- |
| 1    | Leslie Cliff      | Kanada             | 5:08,64    |      |
| 2    | Mary Montgomery   | Vereinigte Staaten | 5:13,62    |      |
| 3    | Angela Franke     | DDR                | 5:14,81    |      |
| 4    | Anita Zarnowiecki | Schweden           | 5:15,05    |      |
| 5    | Susan Richardson  | Großbritannien     | 5:19,53    |      |
| 6    | Susanne Niesner   | Schweiz            | 5:25,23    |      |
| 7    | Gisela Cerezo     | Venezuela          | 5:29,56    |      |
| 8    | María Ballesteros | Mexiko             | 5:31,06    |      |

### Finale
| Rang | Athletin           | Nation             | Zeit (min) | Anm. |
| ---- | ------------------ | ------------------ | ---------- | ---- |
| 1    | Gail Neall         | Australien         | 5:02,97    | WR   |
| 2    | Leslie Cliff       | Kanada             | 5:03,57    |      |
| 3    | Novella Calligaris | Italien            | 5:03,99    |      |
| 4    | Jenny Bartz        | Vereinigte Staaten | 5:05,56    |      |
| 5    | Evelyn Stolze      | DDR                | 5:06,80    |      |
| 6    | Mary Montgomery    | Vereinigte Staaten | 5:09,98    |      |
| 7    | Lynn Vidali        | Vereinigte Staaten | 5:13,06    |      |
| 8    | Nina Petrowa       | Sowjetunion        | 5:15,68    |      |